# Moritzburg (gmina)
Moritzburg – gmina w Niemczech, w kraju związkowym Saksonia, w powiecie Miśnia. Do 29 lutego 2012 należała do okręgu administracyjnego Drezno.
Gmina leży przy linii kolejowej Radebeul – Radeburg.
W Moritzburgu w 1738 roku urodził się Albert Sasko-Cieszyński, królewicz polski, książę cieszyński i saski.

## Historia
W latach 1697–1706 i 1709–1763 Moritzburg wraz z Elektoratem Saksonii był połączony unią z Polską. Od 1871 w granicach Niemiec. W latach 1949–1990 część NRD.

## Zabytki
- Pałac Moritzburg (barokowy)
- Dwa pocztowe słupy dystansowe z 1730 przyozdobione herbami Polski i Saksonii oraz monogramem króla Augusta II Mocnego
- Dom Marcoliniego z l. 1771-72 (barokowy)
- Ratusz
- Neobarokowy kościół luterański

## Galeria

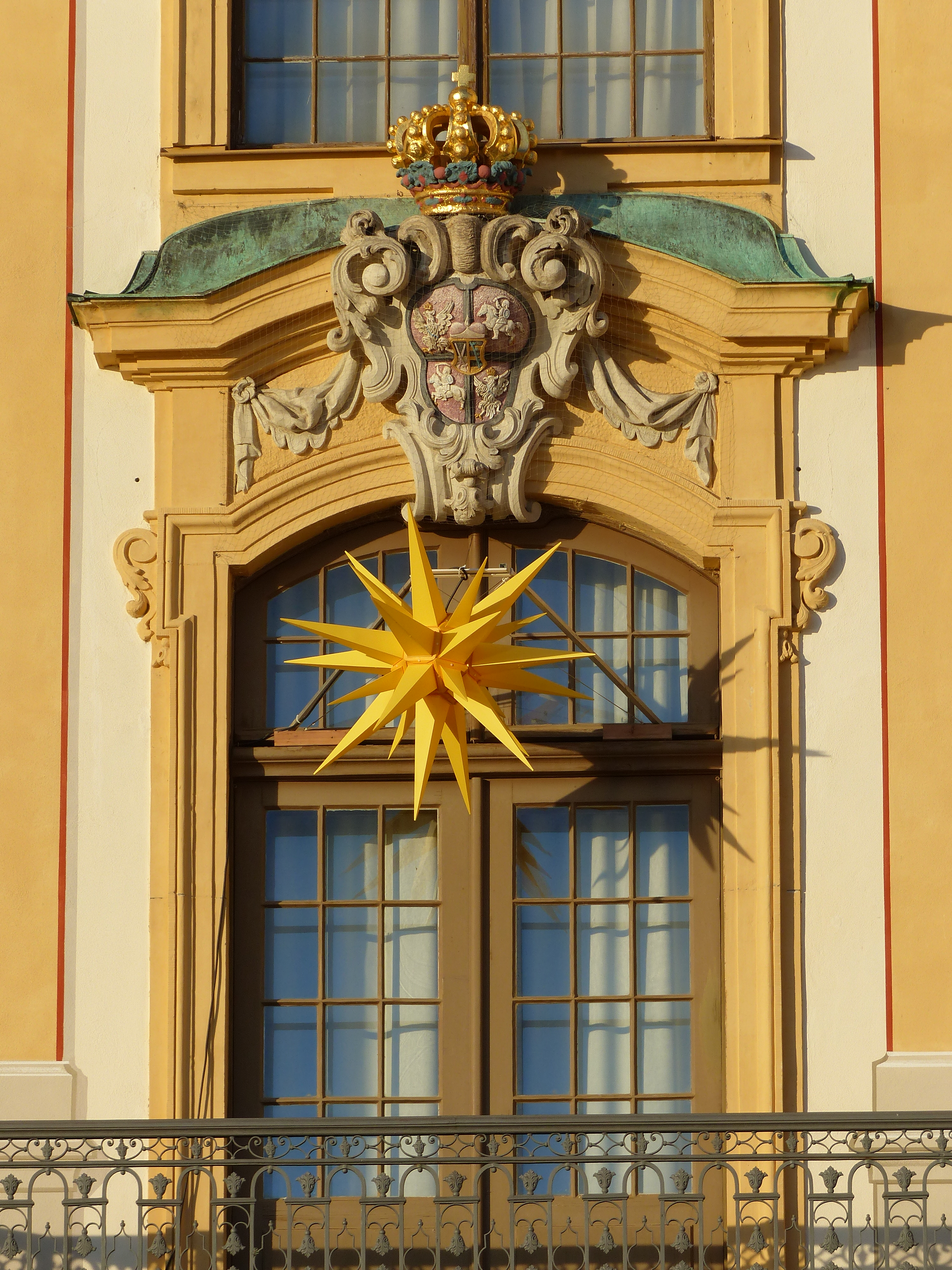
Pałac Moritzburg – kartusz z herbem Polski
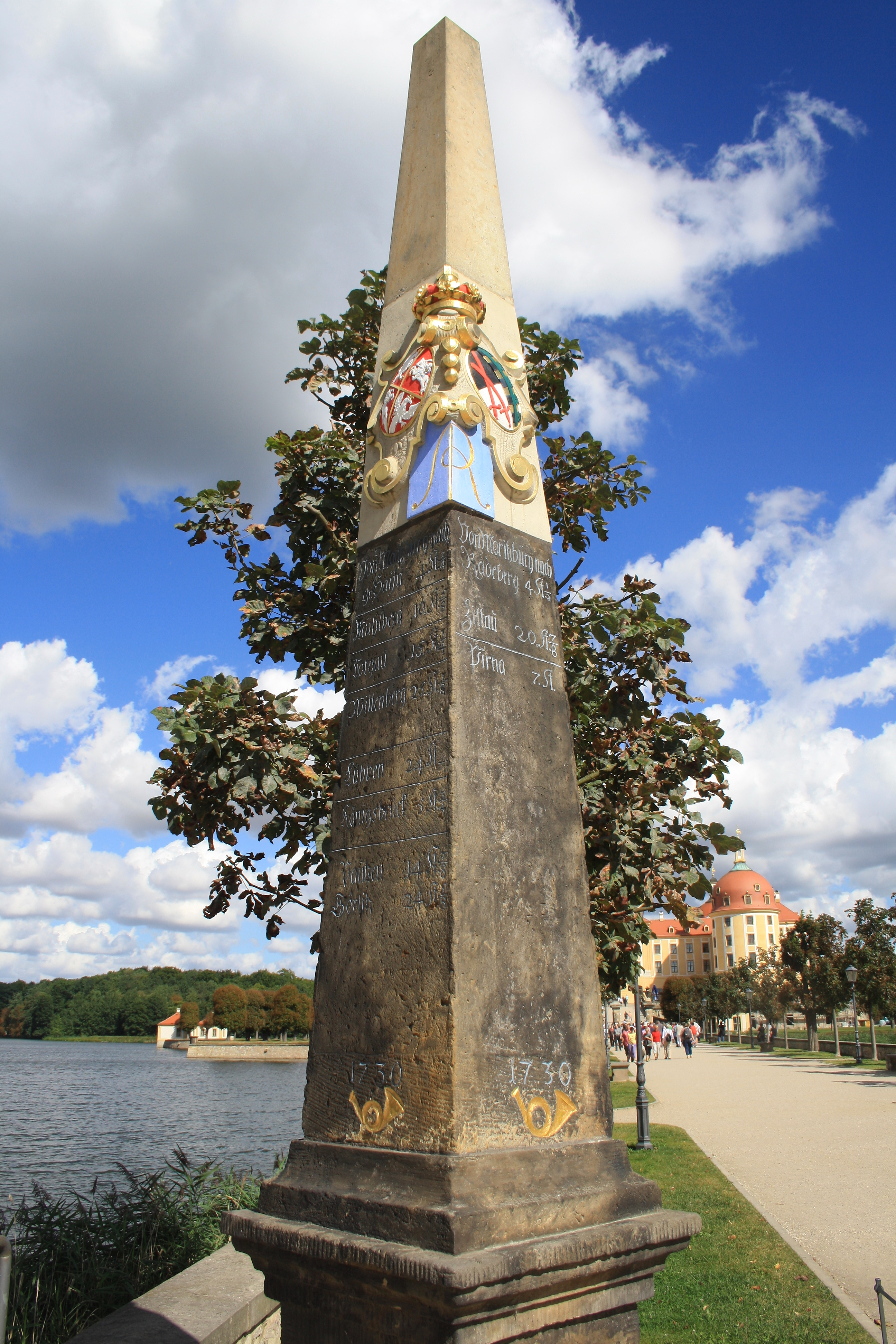
Słup dystansowy z 1730
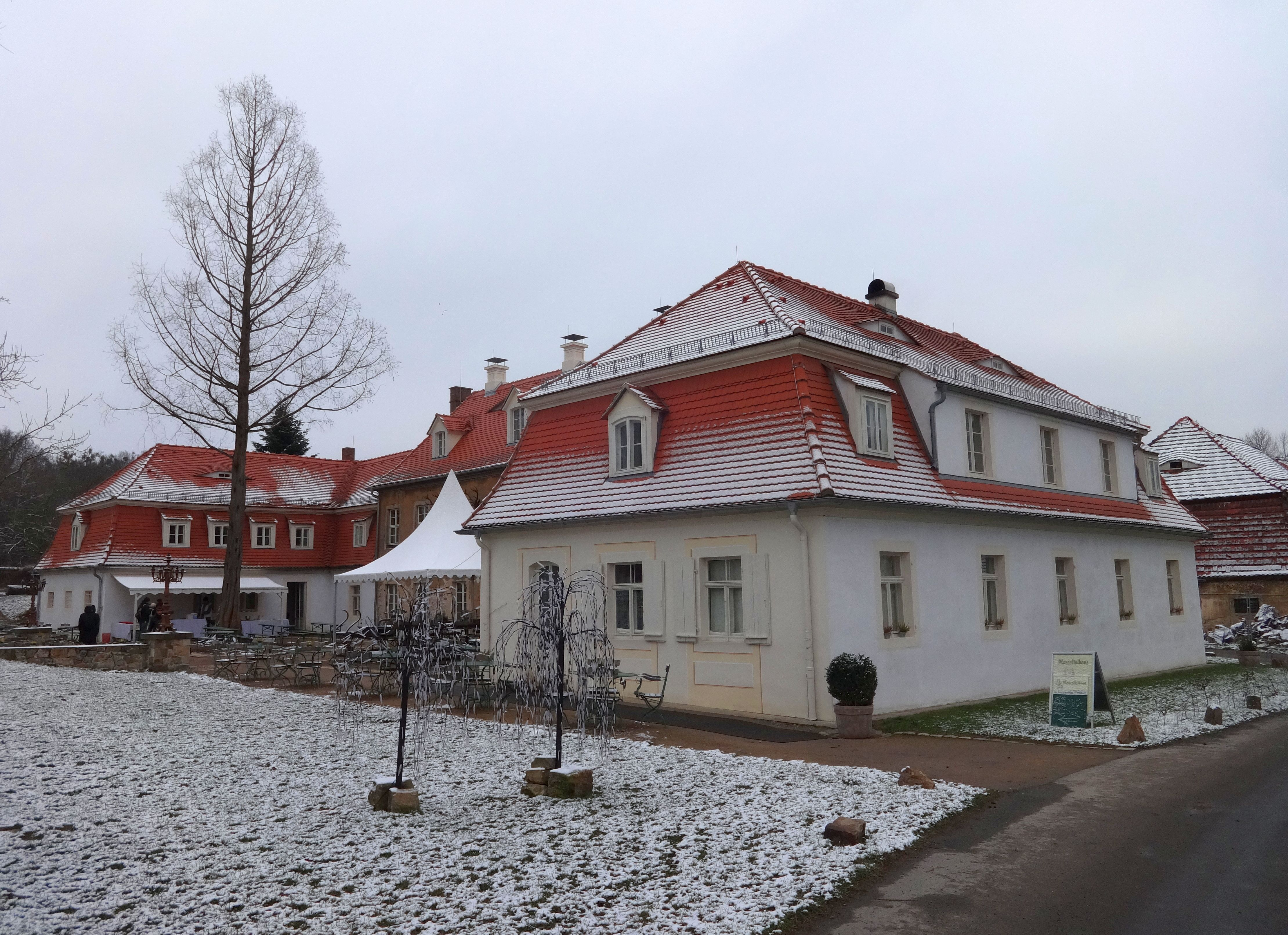
Dom Marcoliniego
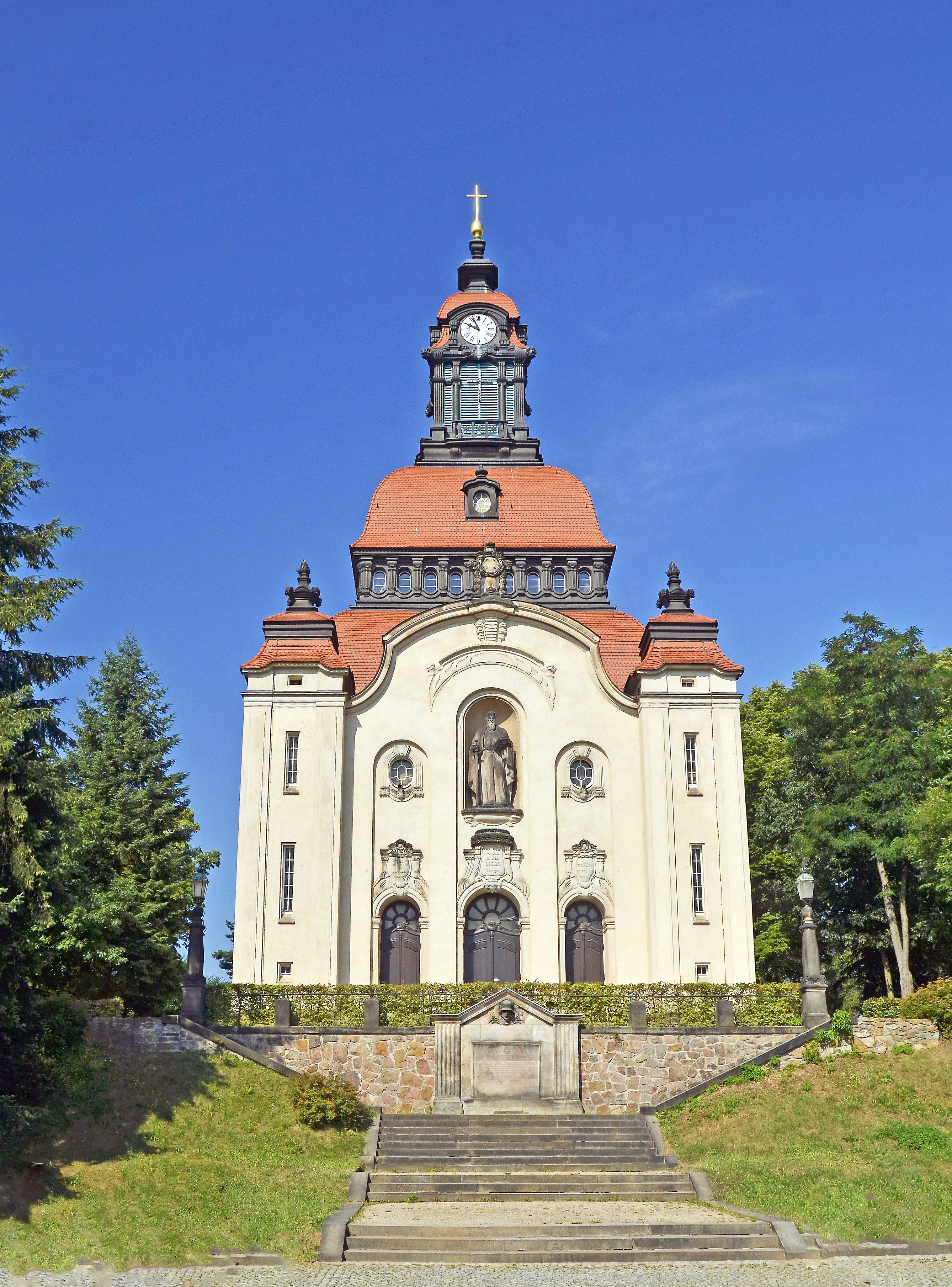
Kościół luterański